# Серж Тілль
Серж Тілль (люксемб. Serge Thill, нар. 29 січня 1969, Люксембург) — люксембурзький футболіст, що грав на позиції нападника. По завершенні ігрової кар'єри — тренер. Виступав, зокрема, за клуби «Гревенмахер» та «Прогрес», а також національну збірну Люксембургу. Дворазовий чемпіон Люксембургу, дворазовий володар Кубка Люксембургу.

## Клубна кар'єра
У професійному футболі Серж Тілль дебютував 1991 року виступами за команду «Уніон» (Люксембург), в якій грав до 1993 року, та став у її складі чемпіоном Люксембургу.
У 1993 році Тілль перейшов до складу бельгійського клубу «Атузьєн», у якому грав до 1997 року. У 1997 році футболіст став гравцем люксембурзького клубу «Гревенмахер», у складі якого грав до 2003 року. У складі «Гревенмахера» Тілль ще раз став чемпіоном країни, а також двічі став володарем Кубка Люксембургу.
У 2003 році Серж Тілль перейшов до клубу «Прогрес», за який грав до 2007 року, після чого завершив виступи на футбольних полях.

## Виступи за збірну
У 1992 році Серж Тілль дебютував у складі національної збірної Люксембургу. У складі збірної грав до 1998 році, провів у її складі 14 матчів, у яких забитими м'ячами не відзначився.

## Кар'єра тренера
У 2007 році Серж Тілль очолював тренерський штаб свого колишнього клубу «Прогрес», після чого професійні футбольні клуби не тренував.

## Особисте життя
Три сина Сержа Тілля Олів'є, Себастьян і Венсан є професійними футболістами, та грали за національну збірну Люксембургу.

## Титули і досягнення
- Чемпіон Люксембургу (2):

«Уніон» (Люксембург): 1991—1992
«Гревенмахер»: 2002—2003
- Володар Кубка Люксембургу (2):

«Гревенмахер»: 1997–1998, 2002–2003